# Talbehat
Talbehat è una suddivisione dell'India, classificata come nagar panchayat, di 12.664 abitanti, situata nel distretto di Lalitpur, nello stato federato dell'Uttar Pradesh.